# Катерін Ібаргуен
Катерін Ібаргуен Мена (ісп. Caterine Ibargüen Mena, нар. 12 лютого 1984) — колумбійська легкоатлетка, яка спеціалізується у потрійному стрибку, чемпіонка Олімпійських ігор, багаторазова чемпіонка та призерка світових та континентальних першостей.
18 липня 2014 на етапі Діамантової ліги в Монако стрибнула потрійним на 15,31, що підняло її на п'яту сходинку в рейтингу дисципліни за всі часи.
На світовій першості-2019 здобула «бронзу» в потрійному стрибку.

## Виступи на Олімпіадах
| Олімпіада   | Дисципліна        | Місце |
| ----------- | ----------------- | ----- |
| 2004 Афіни  | стрибки у висоту  | 2кв16 |
| 2012 Лондон | потрійний стрибок | 2     |
| 2016 Ріо    | потрійний стрибок | 1     |